# Ricosta

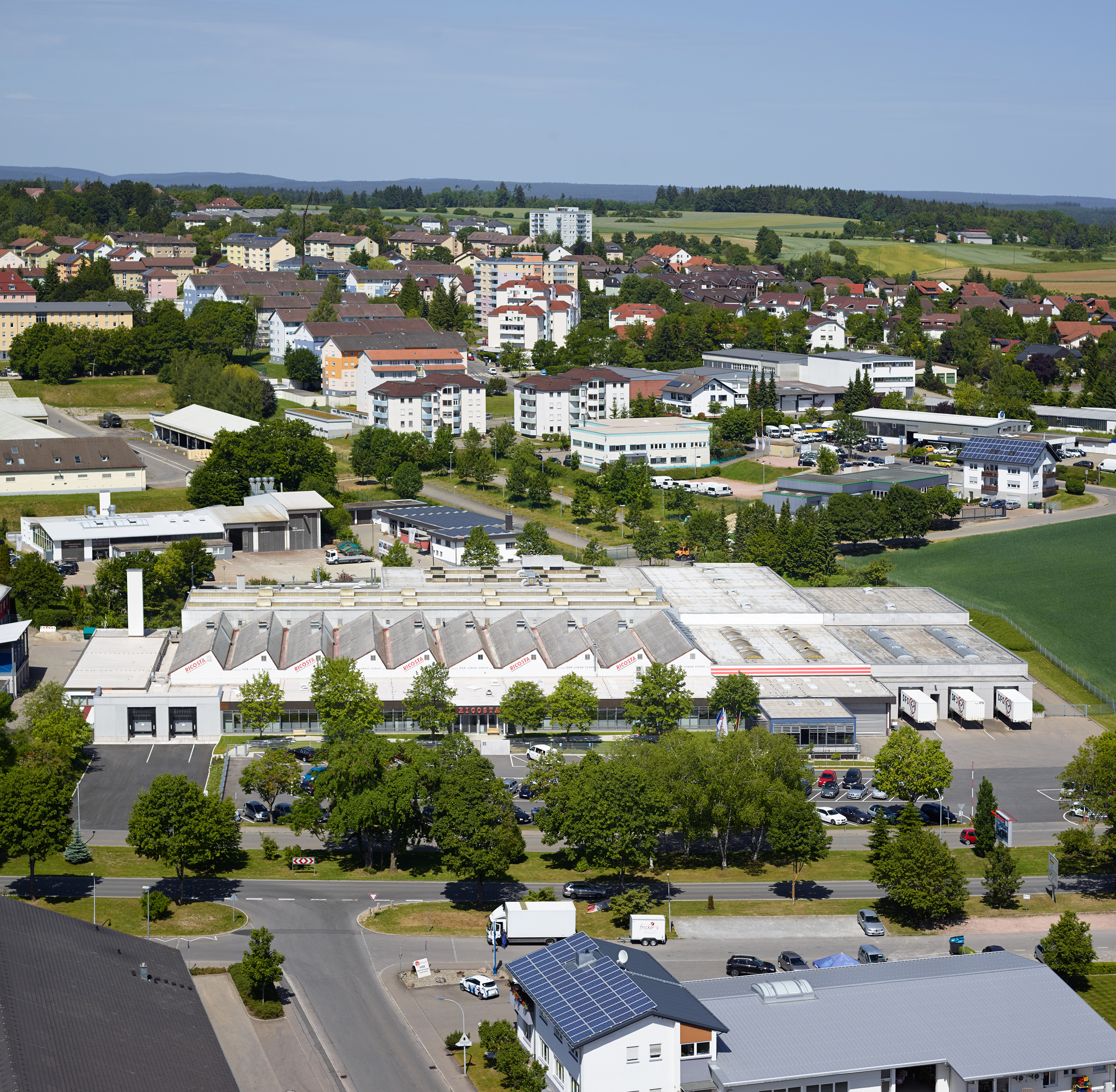
Luftaufnahme Ricosta

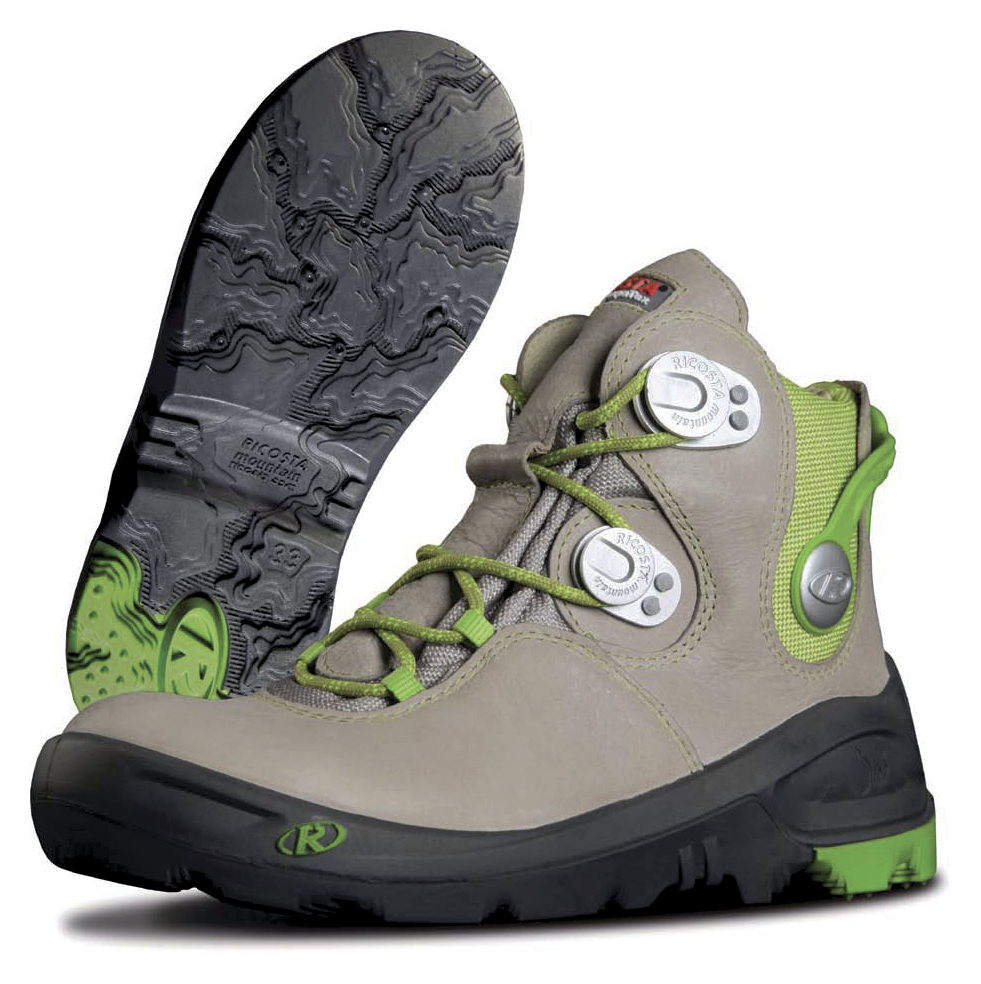
Wanderschuhe für Kinder von Ricosta

Die Ricosta Schuhfabriken GmbH ist ein deutscher Kinderschuhhersteller mit Sitz in Donaueschingen.

## Allgemeines
Seit der Gründung des Unternehmens 1969 durch Roland Rieker ist es ein inhabergeführter Familienbetrieb. 1978 übernahm Roland Bieger die Geschäftsleitung. Seit April 1996 ist Ralph Rieker, Sohn des Gründers Roland Rieker, geschäftsführender Gesellschafter. Das Unternehmen produziert in Deutschland, Ungarn, Rumänien, Polen und Kroatien; es beschäftigt etwa 780 Mitarbeiter und kommt nach eigenen Angaben auf eine Jahresproduktion von etwa 2 Millionen Paar Kinderschuhen (Stand 2009); bis Februar 2009 wurden 35 Millionen Paar Schuhe produziert.

## Zertifikate und Preise
2021: Zertifizierung mit dem Umweltsiegel „Blauer Engel“ für den Schuh Gabry

## Marke Pepino
Pepino ist die 1978 gegründete Marke für Erstlingsschuhe (mit den Größen von 17 bis 28) von Ricosta.